# Вотський Менеуз
Во́тський Менеу́з (рос. Вотский Менеуз, башк. Вотяк Мәнәүезе) — присілок у складі Ілішевського району Башкортостану, Росія. Входить до складу Андрієвської сільської ради.
Населення — 4 особи (2010; 18 у 2002).
Національний склад:
- удмурти — 33 %
- башкири — 33 %